# A4 (tomba)
A4: fa parte di una serie di 28 Tombe dei Nobili site nell’area della necropoli di Dra Abu el-Naga di cui è archeologicamente nota l’esistenza, e di cui si hanno notizie sul titolare e sulla struttura, ma di cui si è persa la localizzazione. La necropoli di Dra Abu el-Naga fa parte della più vasta Necropoli Tebana, sulla sponda occidentale del Nilo dinanzi alla città di Luxor, in Egitto. Destinata a sepolture di nobili e funzionari connessi alle case regnanti, specie del Nuovo Regno, l'area venne sfruttata, come necropoli, fin dall'Antico Regno e, successivamente, sino al periodo Saitico (con la XXVI dinastia) e Tolemaico.

## Titolare
A4 era la tomba di:
| Titolare | Titolo                                                                                           | Necropoli                                 | Dinastia/Periodo | Note                                                        |
| -------- | ------------------------------------------------------------------------------------------------ | ----------------------------------------- | ---------------- | ----------------------------------------------------------- |
| Siuser   | Scriba contabile del grano; Sindaco (Governatore) della Città del Sud; Sovrintendente al granaio | Dra Abu el-Naga, valle di Khawi el-Alamat | XVIII dinastia   | pochi passi a sud della TT155, in basso rispetto alla TT255 |

## Biografia
Nessuna notizia biografica.

## La tomba
È noto che in un'anticamera, sul muro "a sinistra", esistessero, su tre registri sovrapposti, scene del defunto che registrava gli incensi provenienti da Kush trasportati da una fila di donne, nonché gruppi di donne intente a scambiare beni con alcuni scribi dinanzi a case. Scene di banchetto si trovavano sulla stessa parete, ma erano state quasi completamente distrutte per asportarle. In un corridoio "a mano sinistra della porta" il defunto con i suoi collaboratori e, su cinque registri, scene della processione funeraria con il sarcofago trainato da uomini e buoi e scene di acrobati, danzatori, macellai, vittime sacrificali, riti funerari accanto ad un lago, barche con scrigni attraccate al molo e scene di offertorio al defunto e alla moglie. Sulla parete destra riti sulla mummia con liste di offerte e un prete in atto di aprire la porta di uno scrigno; il defunto e la moglie seduti, con una scimmia nascosta sotto la sedia della moglie.

### Annotazioni
1. ↑  La planimetria non è in scala e ha valore esclusivamente di visione d'insieme; l'ubicazione delle singole tombe non è topograficamente esatta, ma vuole visualizzare la concentrazione delle sepolture, nonché il "disordine" con cui le stesse sono state classificate.
2. ↑  I campi della Duat, ovvero l'aldilà egizio, si trovavano, secondo le credenze, proprio sulla riva occidentale del grande fiume.
3. ↑  Nella sua epoca di utilizzo, l'area era nota come "Quella di fronte al suo Signore" (con riferimento alla riva orientale, dove si trovavano le strutture dei Palazzi di residenza dei re e i templi dei principali dei) o, più semplicemente, "Occidente di Tebe".
4. ↑  Le Tombe dei Nobili, benché raggruppate in un'unica area, sono di fatto distribuite su più necropoli distinte.

### Fonti
1. ↑  Porter e Moss 1927, revisione 1970 pp. 447-454.
2. ↑  Donadoni 1999,  p. 115.
3. ↑  Porter e Moss 1927, revisione 1970 p. 447.
4. ↑  Porter e Moss 1927, revisione 1970 p. 448.